# 고속도로 나들목

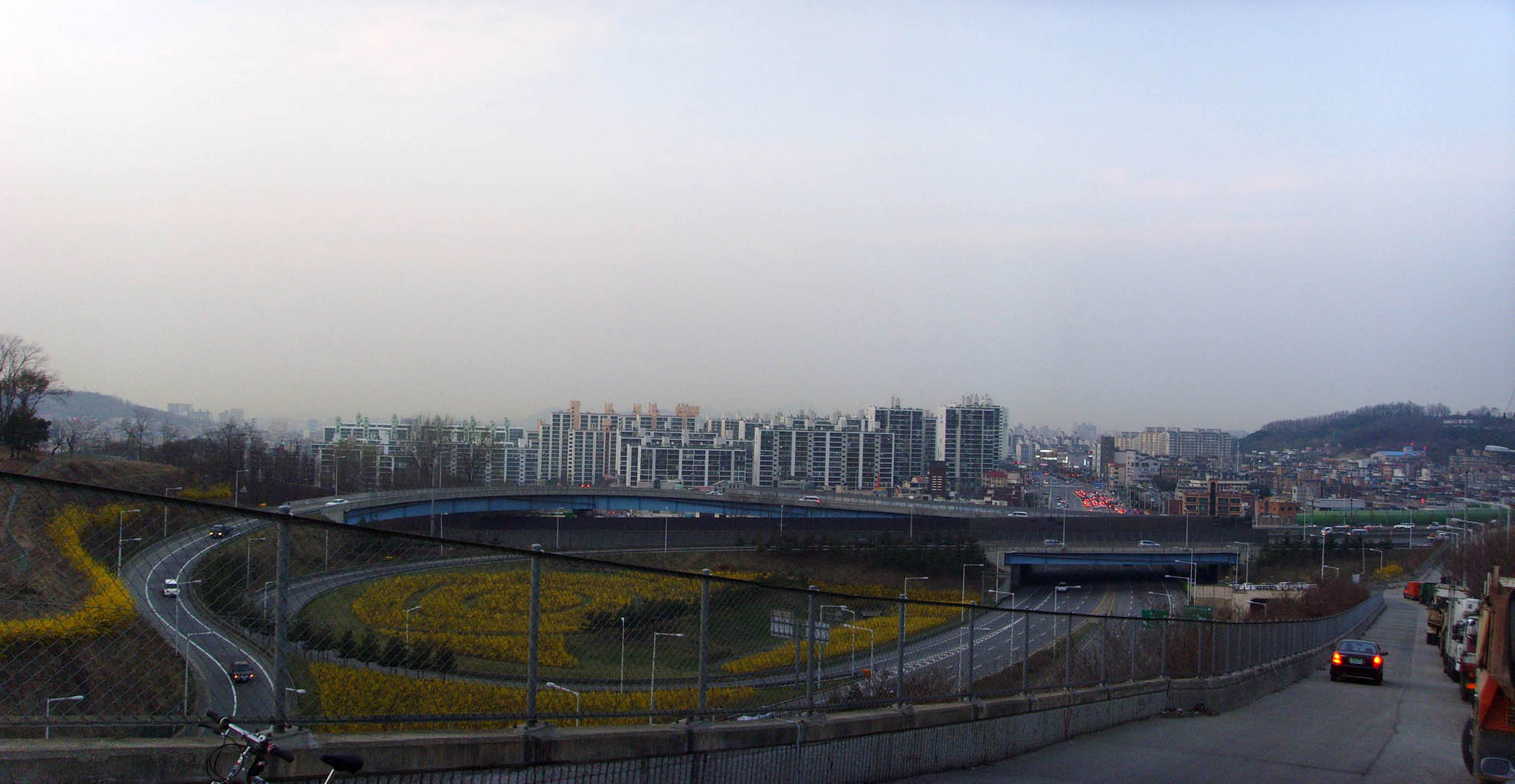
제2경인고속도로 문학 나들목

고속도로 나들목(高速道路 나들목) 또는 인터체인지(영어: interchange, IC)은 고속도로와 일반 도로를 연결하는 도로 시설물이다. '나간다'와 '들어간다'라는 뜻을 지닌 어간 '나-', '들-'과, 사람이나 짐승이 잘 지나다니는 길의 부분을 가리키는 말인 '목'이 합쳐진 단어인데, 일반 도로에서 고속도로로 진출입을 하는 의미가 담겨있다.
일반 도로들을 서로 연결하는 경우는 교차로 혹은 갈라지는 길의 개수에 따라 삼거리, 사(네)거리, 오거리 등으로 칭하며 고속도로들을 서로 연결하는 경우는 분기점(JC)이라 칭한다.

## 같이 보기
- 대한민국의 고속도로
- 고속도로 분기점(JC, Junction)
- 요금소(TG, Tollgate)
- 휴게소(SA, Service Area)